# Société des professionnels des affaires européennes
 (juillet 2014).
La Société des professionnels des affaires européennes (officiellement Society of European Affairs Professionals, SEAP) est une organisation de lobbies européenne créée en 1997. 

## Organisation et objectif
SEAP est une organisation ouverte à tous les professionnels des affaires européennes, sans distinction de nationalité, pays de résidence ou les intérêts qu'ils représentent: cabinet de conseil, association commerciale, association non gouvernementale, etc. Son objectif est d'encourager les normes les plus élevées de professionnalisme pour l'activité des affaires européennes et favoriser l'auto-régulation de la profession. SEAP représente les intérêts de la profession auprès des institutions européennes et à pour mission d'être reconnu comme un partenaire essentiel par les institutions de l'Union européenne

## Fonctionnement
Les membres sont des personnes physiques. L'adhésion à SEAP nécessite de respecter un "code de conduite". Ce code "succinct et court" a été créé dès 1997. Il énumère les différentes règles éthiques que ses signataires doivent respecter. Son respect s'appuie sur l'auto-régulation. Le code de conduite a été révisé plusieurs fois notamment pour introduire une procédure de non-conformité en 2006. Ce code de conduite est similaire à celui de l'organisation EPACA (European Public Affairs Consultancies Association) dont les membres se chevauchent avec ceux de SEAP. 
Une assemblée générale annuelle assure la gouvernance de la structure et décide de la composition des membres du conseil pour un mandat de trois ans (2015-2018). Différents comités existent et leur nombre ainsi que leur désignation évoluent: 
- Entre 2009 et 2012, quatre comités : 
  - Code of Conduct committee
  - Membership committee
  - Policy and Communications committee
  - Programme committee.
- Depuis 2012, deux comités :
  - Policy and Codes committee
  - Programme committee.

### Compositions
SEAP est composé en 2021 d'environ 200 membres. Les membres du conseil d'administration sont principalement des consultants en relations publiques, spécialistes du droit ou membres grandes entreprises.